# Mother, Jugs & Speed
 Mother, Jugs & Speed és una pel·lícula estatunidenca dirigida per Peter Yates, estrenada el 1976. La pel·lícula presenta el dia a dia difícil i mogut d'un grup de conductors d'ambulància de Los Angeles enfrontats a les situacions més divertides. Però el que és còmic, per desgràcia, voreja sovint el drama...

## Argument
L'empresa d'ambulàncies F+B està immersa en una batalla intensa amb la Unity Ambulance Company per guanyar un contracte pel servei d'ambulàncies a Los Angeles. El seu conductor estrella és "Mother" Tucker (Cosby), un talentós antiheroi que beu alcohol estant de servei, assetja monges, i es comporta descaradament cap a pràcticament tothom que troba, incloent-hi el seu company Leroy (Bruce Davison). En efecte, l'empresa sencera és una banda d'inadaptats, incloent-hi l'hipersexual John Murdoch (Larry Hagman), el seu company Walker (Michael McManus), l'estudiant de medecina Bliss (Allan Warnick), i el texà insolent "Rodeo" Moxey (Dick Butkus). La gestió del telèfon està en mans de Jennifer (Welch), que els conductors anomenen "Jugs" per la seva pitrera. Harry "Doughnut" Fishbine (Allen Garfield). Porta la companyia, utilitzant ocasionalment recursos sotamà per mantenir el flux d'ingressos.

## Repartiment
- Raquel Welch: Jugs (Jennifer)
- Bill Cosby: Mare
- Harvey Keitel: Tony Malatesta
- Allen Garfield: Harry Fishbine
- L.Q. Jones: Sergent Davey
- Bruce Davison: Leroy
- Dick Butkus: Rodeo
- Larry Hagman: Murdoch
- Severn Darden: Moran
- Toni Basil: Drogat
- Edwin Mills: Doctor
- Queenie Smith (no surt als crèdits): paper indeterminat

## Al voltant de la pel·lícula
El títol original "Mother, Jugs & Speed" designa amb el seu malnom els tres protagonistes principals de la pel·lícula, per respectivament interpretats Bill Cosby, Raquel Welch i Harvey Keitel: "Mother" és igualment l'abreviatura "black slang" (argot afroamericà) del molt vulgar "motherfucker". "Jugs" ("pits") designa sense elegància els grans pits de la secretària. Pel que fa a "Speed" ("velocitat"), el malnom fa alhora referència a la conducció ràpida del conductor d'ambulàncies i a la seva implicació no verificada en un tema de drogues.